# Tagsdorf
Tagsdorf is een gemeente in het Franse departement Haut-Rhin (regio Grand Est) en telt 312 inwoners (1999). De plaats maakt deel uit van het arrondissement Altkirch.

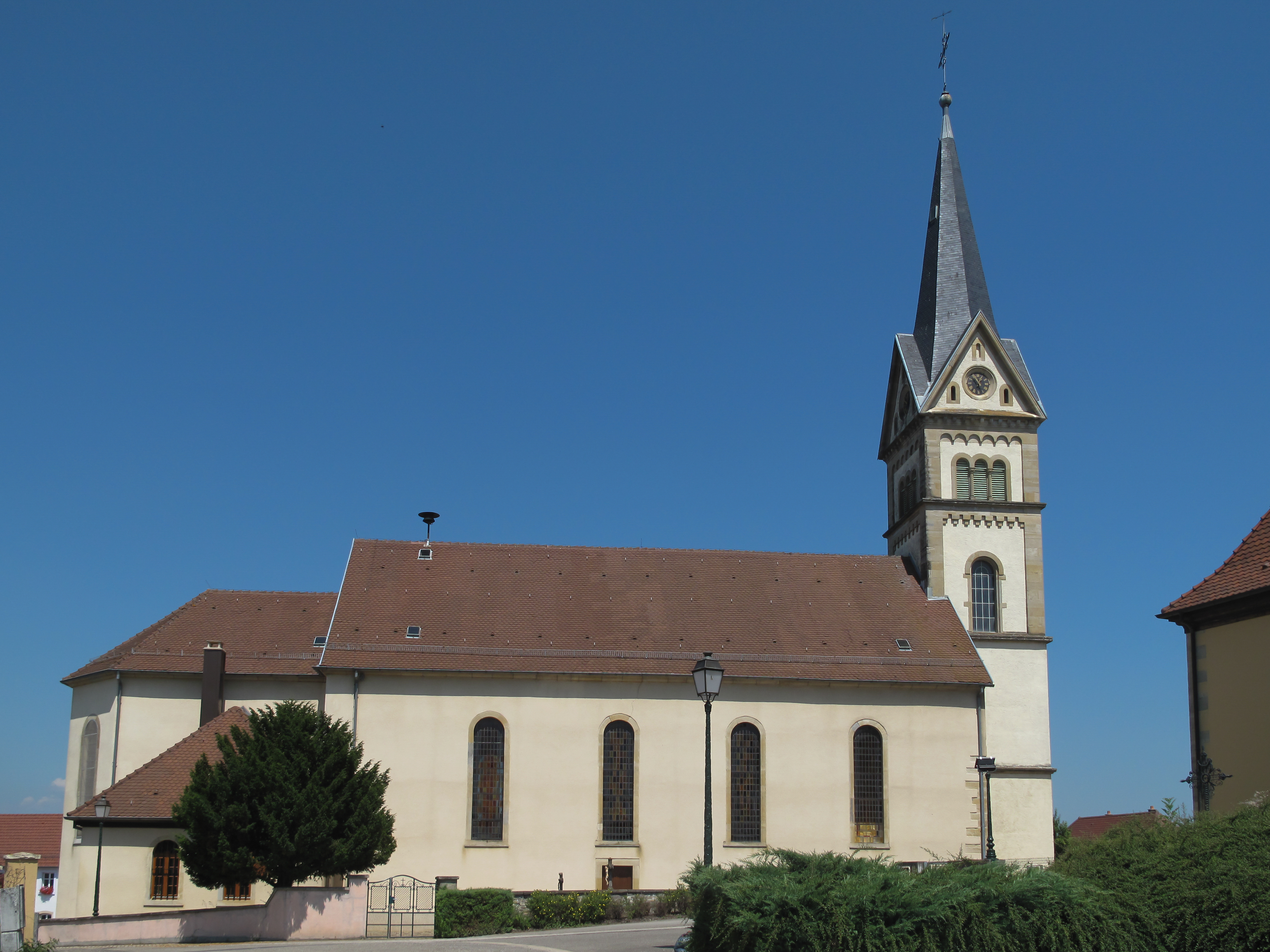
Kerk: l'église Saint-Blaise

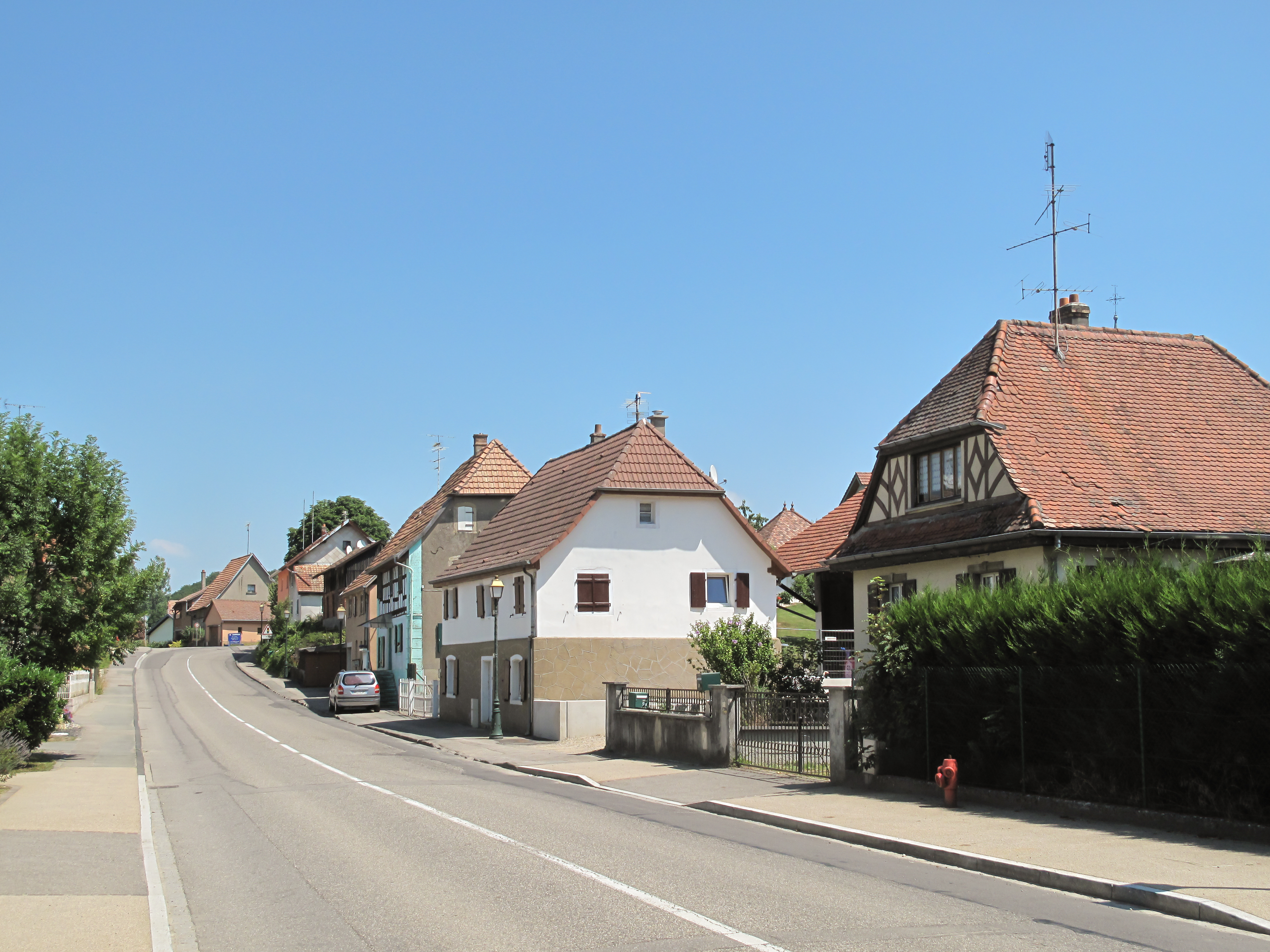
Blik op de straat

## Geografie
De oppervlakte van Tagsdorf bedraagt 2,5 km², de bevolkingsdichtheid is 124,8 inwoners per km².
De onderstaande kaart toont de ligging van Tagsdorf met de belangrijkste infrastructuur en aangrenzende gemeenten.

## Demografie
Onderstaande figuur toont het verloop van het inwonertal (bron: INSEE-tellingen).